# The Belle of New York (1919)
The Belle of New York is een stomme film uit 1919 onder regie van Julius Steger. De film is gebaseerd op een toneelstuk van C.M.S. McLellan. De film werd in 1952 opnieuw gemaakt met Fred Astaire in de hoofdrol.

## Verhaal
Violet Gray is de dochter van een uitvinder, wiens laatste uitvinding gestolen is door Bronson. Als haar vader vermoord wordt, vlucht ze naar New York, waar ze werk krijgt als zangeres in een nachtclub. Hier wordt ze verliefd op Jack. Als blijkt dat hij de zoon is van Bronson, ontstaan er conflicten.

## Rolverdeling
| Acteur           | Personage    |
| ---------------- | ------------ |
| Marion Davies    | Violet Gray  |
| Raymond Bloomer  | Jack Bronson |
| L. Rogers Lytton | Amos Gray    |
| Etienne Girardot |              |
| Franklyn Hanna   |              |
| Christian Rub    |              |

## Referentie
1. ↑  Marion Davies Fanclub Plotbeschrijving